# Народный банк Китая
Народный банк Китая (кит. трад. 中國人民銀行, упр. 中国人民银行, пиньинь Zhōngguó Rénmín Yínháng, палл. Чжунго Жэньминь Иньхан) — центральный банк Китайской Народной Республики, осуществляющий свои функции под руководством Правительства страны.

## История
Банк был основан 1 декабря 1948 года в результате слияния 3 банков: Хуабэй Банк, Бэйхай Банк и Сибей сельхозбанка. Главный офис банка сначала был расположен в городе Шицзячжуан, однако в 1949 году был передислоцирован в Пекин. С 1949 по 1978 год, НБК выполнял функции как Центрального, так и коммерческого банка.
В результате проведённой 1980 году экономической реформы коммерческие функции банка были распределены между 4 независимыми, но государственными банками и в 1983 году Государственный совет решил, что НБК будет функционировать только как ЦБ. Правовое положение было окончательно установлено 18 марта 1995 года. В 1998 в результате структурной реформы были закрыты все местные и провинциальные филиалы и НБК открыл 9 региональных филиалов, чьи полномочия не соответствуют местному административному делению. В 2003 году Постоянным комитетом Всекитайского собрания народных представителей были приняты поправки к закону, по которому банк получил ряд дополнительных полномочий для обеспечения общей финансовой стабильности и проведения денежно-кредитной политики страны.
Народный банк Китая является самым крупным финансовым институтом в мире по объёму имеющихся у него резервов в количестве 3,201 трлн долларов.
В августе 2019 года Центробанк Китая объявил о скором запуске национальной цифровой валюты после пяти лет разработок.

## Функции
В соответствии с Законом КНР «О Народном банке Китая» на банк возложены функции по регулированию денежного обращения и кредита.
В соответствии с Решением «О выполнении функций регулирования и надзора Комиссией по регулированию банковской деятельности Китая вместо Народного банка Китая», принятым Постоянной комиссией Национального народного конгресса в апреле 2003 г., была создана Комиссия по регулированию банковской деятельности Китая (КРБД).
В соответствии с Законом Китайской Народной Республики (КНР) «О банковском регулировании и надзоре», принятом в декабре 2003 г., КРБД ответственна за регулирование и надзор финансовых институтов, принимающих вклады, выдающих кредиты, проводящих расчёты по счетам и осуществляющих другую деятельность в соответствии с Законом КНР «О коммерческой
банковской деятельности» и Законом КНР «О Компании».

## Структура
НБК открыл 9 местных отделений в городах Тяньцзинь, Шэньян, Нанкин, Цзинань, Ухань, Гуанчжоу, Чэнду, Шанхай, Сиань. Также банк имеет 6 заграничных представительских офисов. В НБК входят 18 департаментов.

### Квота кредитования
Квота кредитования на 2010 год составляет 7,5 трлн юаней.

## Директора банка
Список на официальном сайте банка.
- Нань Ханьчэнь (南汉宸): октябрь 1949 — октябрь 1954
- Цао Цзюйжу (曹菊如): октябрь 1954 — октябрь 1964
- Ху Лицзяо (胡立教): октябрь 1964—1966
- Чэнь Сиюй (陈希愈): май 1973 — январь 1978
- Ли Баохуа (李葆华): январь 1978 — апрель 1982
- Люй Пэйцзянь (吕培俭): апрель 1982 — март 1985
- Чэнь Мухуа (陈慕华): март 1985 — апрель 1988
- Ли Гуйсянь (李贵鲜): апрель 1988 — июль 1993
- Чжу Жунцзи (朱镕基): июль 1993 — июнь 1995
- Дай Сянлун (戴相龙): июнь 1995 — декабрь 2002
- Чжоу Сяочуань (周小川): декабрь 2002 — март 2018
- И Ган (易纲): март 2018 — июль 2023
- Пан Гуншень[англ.]: июль 2023 — н. в.

## Процентные ставки
Процентные ставки, которые устанавливаются банком, всегда кратны девяти. В остальном мире процентные ставки кратны 25.